# Arco Geodésico de Struve
O Arco Geodésico de Struve é um conjunto de triangulações geodésicas que se estende de Hammerfest na Noruega (junto ao Oceano Árctico) até ao Mar Negro, atravessando 10 países e com cerca de 2820 km de comprimento. Os vértices da triangulação foram estabelecidos por uma campanha que decorreu entre 1816 e 1855 liderada pelo astrónomo germano-báltico Friedrich Georg Wilhelm von Struve, e que consistiu na primeira medição rigorosa de um longo segmento de meridiano. Este cálculo permitiu estabelecer o tamanho e forma exactos do nosso planeta e marcou um importante passo no desenvolvimento das Ciências da Terra, Cartografia, Geodesia e Topografia. Trata-se de um extraordinário exemplo de colaboração científica entre cientistas de diferentes países, e de poderes políticos também, para uma causa científica. O arco original era baseado em 258 triângulos principais com 265 pontos de estacionamento principais. Os pontos variam na forma de materialização (furo em rocha, cruz de ferro, obeliscos, etc.)
Trinta e quatro destes pontos estão situados ao longo de dez países. O conjunto foi reconhecido em 2005 pela UNESCO como Património da Humanidade. A lista é a seguinte:

## Lista de localizações dos pontos geodésicos
Noruega

O Arco.

- Fuglenes (Hammerfest) (70º40'11" 23º38'48"O)
- Raipas
- Luvdiidcohkka
- Baelljasvarri

Suécia
- "Pajtas-vaara" (Tynnyrilaki, Quiruna)
- "Kerrojupukka" (Jupukka)
- Pullinki
- "Perra-vaara" (Perävaara)

Finlândia
- Stuor-Oivi (actualmente Stuorrahanoaivi)
- Avasaksa (actualmente Aavasaksa)
- Tornea (actualmente Alatornion kirkko)
- Puolakka (actualmente Oravivuori)
- Porlom II (actualmente Tornikallio) (Lappträsk em sueco)
- Svartvira (actualmente Mustaviiri)

Estónia
- "Woibifer" (Võivere)
- "Katko" (Simuna)
- "Dorpat" (observatorio de Tartu)

Letónia
- "Sestu-Kalns" (Ziestu)
- "Jacobstadt" (Jekabpils)

Lituânia
- "Karischki" (Gireišiai)
- "Meschkanzi" (Meškonys)
- "Beresnäki" (Paliepiukai)

Rússia
- "Mäki-päälys" (Mäkipällys, em Hogland)
- "Hogland, Z" (Tochka Z, também em Hogland)

Bielorrússia
- "Tupischki" (Tupishki)
- "Lopati" (Lopaty)
- "Ossovnitsa" (Ossovnitsa)
- "Chekutsk"
- "Leskovichi"

Moldávia
- Rudi

Ucrânia
- Felshtin
- Baranovka
- Staro-Nekrasovka (Stara Nekrasivka)